# Metacyclops denticulatus
Metacyclops denticulatus – gatunek widłonoga z rodziny Cyclopidae. Nazwa naukowa tego gatunku skorupiaków została opublikowana w 1986 roku przez biologów Bernarda Henriego Dussarta i Santę M. Frutos